# غوادالكانال

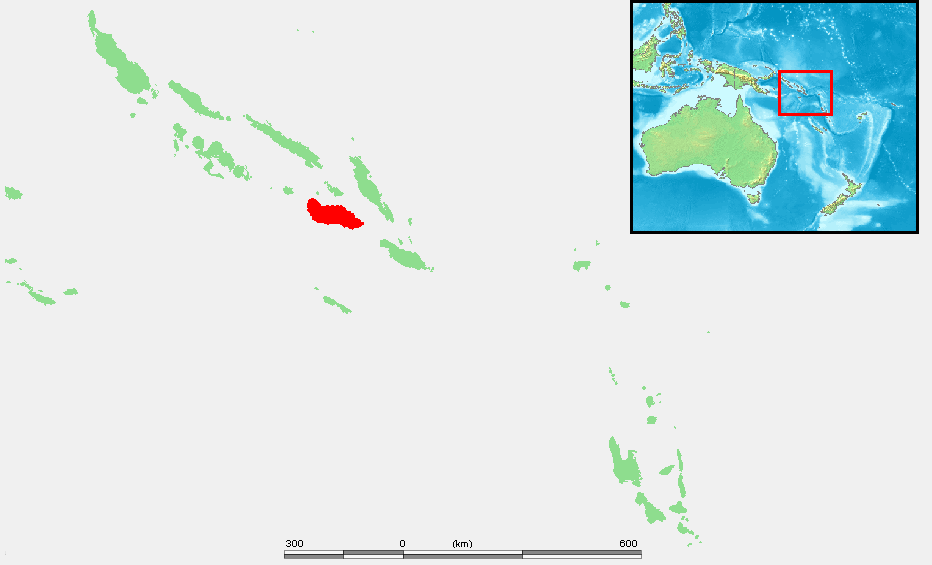
غوادالكانال

وادي القَنَال أو (نقحرة: غوادالكانال) (Guadalcanal) هي جزيرة مساحتها 2510 ميل مربع (6500 كيلومتر مربع) تقع في المحيط الهادي، وهي محافظة في جزر سليمان. أصبحت الجزيرة مشهد حملة وادي القنال المهمة أثناء الحرب العالمية الثانية. الجزيرة، التي بشكل رئيسي تعتبر غابة، تحتوي العاصمة الوطنية لجزر سليمان، هونيارا، وبها 109382 نسمة (1999).
وادي القنال هي جزيرة جبلية. أغلب السكان موجودون على طول الساحل الشمالي. الساحل الجنوبي يعرف بساحل الطقس. المطر هناك كثيف جداً، لذلك يعرف بهذا الاسم. وادي القنال مملوءة بالبعوض، والملاريا هو مرض مستوطن بها.
النقل هو عن طريق الساحل الشمالي الذي يمتد على أغلب طول الجزيرة. الوصول إلى ساحل الطقس يكون مشياً على الأقدام أو عن طريق المركب أو المروحية. مطار هونيارا الدولي، وهو مطار جزر سليمان الرئيسي، يقع شرق هونيارا. كان يعرف سابقاً بحقل هيندرسن وبني في 1942.
معظم الجزء الشمالي للجزيرة مهدب بشكل حاد بواسطة الانحدار المرتفع للشقوق المرجانية. اللغات المستخدمة على هذه الجزيرة هم بجين وعدة لغات ميلانيسية مختلفة.

## أعلام
- دوغلاس ألبرت مونرو
- نورمان سكوت
- كينيث د. بيلي
- دانييل جيه. كالاهان
- أكيرا ماتسوناغا